# Dębno Lubuskie
Dębno Lubuskie − ogólnodostępna bocznica szlakowa, dawniej stacja kolejowa, w Dębnie, w województwie zachodniopomorskim, w Polsce.